# 佐藤義夫
佐藤 義夫（さとう よしお、1980年9月10日 - ）は、茨城県出身の俳優。所属はジャパンアクションエンタープライズ。

## 出演

### テレビドラマ
- 義経（2005年1月9日 - 12月11日、NHK）- 兵士 役
- 特命係長 只野仁 スペシャル '08 大手銀行派遣女子行員が仕掛けた罠（2008年2月2日、テレビ朝日）
- ごくせん第3シリーズ（2008年4月19日 - 6月28日、日本テレビ）- 郷田の仲間（第7話） 役
- あんみつ姫2（2009年1月11日、フジテレビ）- 伊賀忍者 役
- 外事警察（2009年11月14日 - 12月19日、NHK）
- サラリーマン金太郎 第2シリーズ（2010年、テレビ朝日）- ヤクザ（第3話） 役
- 素直になれなくて（2010年4月15日 - 6月24日、フジテレビ）- 男D 役
- チャンス（2010年8月28日 - 10月2日、NHK）
- ダブルフェイス （2012年、TBS/WOWOW）- 刑事 役[1]
- 特命係長 只野仁ファイナル（2012年、テレビ朝日）- チンピラ 役
- 金曜プレステージ 黒の滑走路3（2013年8月9日、フジテレビ）- 牧野弘務 役
- 三匹のおっさん（2014年、テレビ東京）- ACTIONクルー
- ヤメゴク〜ヤクザやめて頂きます〜（2015年、TBS）- 組員（第1話） 役
- レンタル救世主（2016年、日本テレビ）アクションクルー
- ぼくらの勇気 未満都市 2017（2017年7月21日、日本テレビ） - 特殊部隊 役[1]
- 絶対零度〜未然犯罪潜入捜査〜 Season4 第1話・4話（2020年1月6日・27日、フジテレビ）
- 映像研には手を出すな! 第貳話（2020年4月13日、TBS） - アクションクルー[2]
- 太陽は動かない -THE ECLIPSE-（2020年6月7日 - 28日、WOWOW）
- 美食探偵 明智五郎 第8話・9話（2020年6月21日・28日、日本テレビ） - アクションクルー
- SUITS/スーツ2 第13話（2020年10月5日、フジテレビ） - 警察官 役[3]
- ルパンの娘 第8話（2020年12月3日、フジテレビ）[4]
- 青天を衝け 第1回 - 3回（2021年2月14日 - 28日、NHK）
- アイシー〜瞬間記憶捜査・柊班〜 第3話・第5話（2025年2月4日・18日、フジテレビ） - 阿部智明 役[5]

### 特撮テレビドラマ
- スーパー戦隊シリーズ（テレビ朝日）
  - 特捜戦隊デカレンジャー（2004年 - 2005年）
  - 魔法戦隊マジレンジャー（2005年 - 2006年）
  - 轟轟戦隊ボウケンジャー（2006年 - 2007年）
  - 獣拳戦隊ゲキレンジャー（2007年 - 2008年）
  - 侍戦隊シンケンジャー（2009年 - 2010年）
  - 天装戦隊ゴセイジャー（2010年 - 2011年）
  - 海賊戦隊ゴーカイジャー（2011年 - 2012年）
  - 特命戦隊ゴーバスターズ（2012年 - 2013年）
  - 獣電戦隊キョウリュウジャー（2013年 - 2014年）
  - 烈車戦隊トッキュウジャー（2014年 - 2015年）
  - 動物戦隊ジュウオウジャー（2016年 - 2017年）
  - 快盗戦隊ルパンレンジャーVS警察戦隊パトレンジャー（2018年 - 2019年）
  - 魔進戦隊キラメイジャー（2020年 - 2021年）
  - 機界戦隊ゼンカイジャー（2021年 - 2022年）
- 仮面ライダーシリーズ（テレビ朝日）
  - 仮面ライダーカブト（2006年 - 2007年）
  - 仮面ライダーディケイド（2009年）
  - 仮面ライダーW（2009年 - 2010年）
  - 仮面ライダーオーズ/OOO（2010年 - 2011年）
  - 仮面ライダーウィザード（2012年 - 2013年）
  - 仮面ライダー鎧武/ガイム（2013年 - 2014年）
  - 仮面ライダーゼロワン（2019年 - 2020年）
  - 仮面ライダーセイバー（2020年 - 2021年）
  - 仮面ライダーリバイス（2021年 - 2022年）
  - 仮面ライダーギーツ（2022年 - 2023年）

### 映画
- 亡国のイージス（2005年7月30日）
- ピューと吹く!ジャガー THE MOVIE（2008年1月12日）
- 母べえ（2008年1月26日）- 兵士 役
- ドロップ（2009年3月20日）
- 20世紀少年 最終章 ぼくらの旗（2009年8月29日）
- TAJOMARU（2009年9月12日）- 百姓 役
- BECK（2010年9月4日）
- 十三人の刺客（2010年9月25日）- 明石藩士 役[1]
- 半次郎（2010年10月9日）- 藩士 役[1]
- さや侍（2011年6月11日）- 介添人 役[1]
- 探偵はBARにいる2 ススキノ大交差点（2013年5月11日） - 相田の部下 役[1]
- パンク侍、斬られて候（2018年6月30日） - アクションクルー / 腹ふり衆 役[1]
- 映像研には手を出すな!（2020年9月25日） - アクションクルー[6]
- 滝沢歌舞伎 ZERO 2020 The Movie（2020年12月4日） - アクションクルー[7]
- 太陽は動かない（2021年3月5日公開予定） - アクションクルー[8]
- スーパー戦闘 純烈ジャー（2021年秋公開予定）[9]
- 仮面ライダーシリーズ
  - 劇場版 仮面ライダーカブト GOD SPEED LOVE（2006年）[10]（ノンクレジット）
  - 劇場版 仮面ライダー電王 俺、誕生! （2007年）[11]（ノンクレジット）
  - 劇場版 仮面ライダーキバ 魔界城の王（2008年8月）
  - 劇場版 仮面ライダーディケイド オールライダー対大ショッカー（2009年8月）
  - 仮面ライダー×仮面ライダー W&ディケイド MOVIE大戦2010（2009年12月）
  - 仮面ライダーW FOREVER AtoZ/運命のガイアメモリ（2010年8月） - マスカレイド・ドーパント（スーツアクター）、野次馬 役
  - 仮面ライダー×仮面ライダー オーズ&ダブル feat.スカル MOVIE大戦CORE（2010年12月）
  - オーズ・電王・オールライダー レッツゴー仮面ライダー（2011年4月） - ショッカー戦闘員 役
  - 仮面ライダー×仮面ライダー ウィザード&フォーゼ MOVIE大戦アルティメイタム（2012年12月）
  - 劇場版 仮面ライダーウィザード in Magic Land（2013年8月3日）
  - 仮面ライダー1号（2016年3月26日）
  - 仮面ライダー平成ジェネレーションズ Dr.パックマン対エグゼイド&ゴーストwithレジェンドライダー（2016年12月10日）
  - 劇場版 仮面ライダービルド Be The One（2018年8月4日）
  - 劇場版 仮面ライダージオウ Over Quartzer（2019年7月26日）[12]
  - 劇場版 仮面ライダーゼロワン REAL×TIME（2020年12月18日）[13]
  - 劇場短編 仮面ライダーセイバー 不死鳥の剣士と破滅の本（2020年12月18日）[14]
- スーパー戦隊シリーズ
  - 天装戦隊ゴセイジャー エピックON THEムービー（2010年8月）　
  - 特命戦隊ゴーバスターズVS海賊戦隊ゴーカイジャー THE MOVIE（2013年1月）
  - 劇場版 獣電戦隊キョウリュウジャー ガブリンチョ・オブ・ミュージック（2013年8月3日）
  - 獣電戦隊キョウリュウジャーVSゴーバスターズ 恐竜大決戦! さらば永遠の友よ（2014年1月18日）
  - 騎士竜戦隊リュウソウジャー THE MOVIE タイムスリップ!恐竜パニック!!（2019年7月26日）[12]
  - 機界戦隊ゼンカイジャー THE MOVIE 赤い戦い! オール戦隊大集会!!（2021年2月20日）[15]
- スーパーヒーロー大戦シリーズ
  - 仮面ライダー×スーパー戦隊×宇宙刑事 スーパーヒーロー大戦Z（2013年4月27日）
  - 平成ライダー対昭和ライダー 仮面ライダー大戦 feat.スーパー戦隊（2014年3月29日）
  - スーパーヒーロー大戦GP 仮面ライダー3号（2015年3月21日）

### 舞台
- Endless SHOCK
  - Endless SHOCK 2006（2006年2月6日 - 3月29日、帝国劇場）
  - Endless SHOCK 2007（2007年1月6日 - 2月28日、帝国劇場）
  - Endless SHOCK 2008（2008年1月6日 - 2月26日、帝国劇場）
  - Endless SHOCK 2009（2009年2月5日 - 3月30日、帝国劇場）
  - Endless SHOCK 2010（2010年2月・7月、帝国劇場）
  - Endless SHOCK 2012（2012年、帝国劇場、博多座）- アンサンブル
  - Endless SHOCK 2014（2014年2月4日 - 3月31日、帝国劇場）- アンサンブル
  - Endless SHOCK 2014（2014年9月2日 - 10月31日、梅田芸術劇場、博多座）
  - Endless SHOCK 2016（2016年、帝国劇場） - アンサンブル[1]
  - Endless SHOCK 2018（2018年、帝国劇場） - アンサンブル[1]
  - Endless SHOCK 2019（2019年、梅田芸術劇場） - アンサンブル[1]
- 第8回JAEプロデュース公演「遥かなるエデン」（2007年11月27日 - 12月2日）
- SUMMARY 2008（2008年8月2日 - 31日、青海J地区特設会場）
- 滝沢演舞城
  - 滝沢演舞城 '08 命（LOVE）（2008年4月2日 - 27日、新橋演舞場）
  - 滝沢演舞城 '09（2009年、新橋演舞場）- アンダー
- 大江戸りびんぐでっど（2009年、歌舞伎座）- ACTIONクルー
- 野田版 鼠小僧（2009年、歌舞伎座）- ACTIONクルー
- 第9回JAEプロデュース公演「絆・KIZUNA」（2009年6月30日 - 7月5日）
- 第10回JAEプロデュース公演「残侠」（2010年10月26日 - 31日）
- ミュージカル「忍たま乱太郎」
  - 第二弾・再演（2011年7月1日 - 10日、シアターGロッソ）- ドクタケ忍者 役
  - 第三弾・再演（2012年、シアターGロッソ）- ドクタケ忍者 役
- wipe out 破壊（2011年、萬劇場）- 清三 役
- らん（2011年、前進座劇場）- アンサンブル
- 新・幕末純情伝（2011年、PARCO劇場）- アンサンブル
- 青の祓魔師〜魔神の落胤〜（2012年5月11日 - 17日）- アンサンブル[1]
- 天守物語（2014年4月） - 獅子[1]
- ミュージカル『薄桜鬼』〜風間千景篇〜（2014年5月23日 - 6月1日、シアター1010） - アンサンブル[1]
- もっと歴史を深く知りたくなるシリーズ（EX THEATER ROPPONGI）
  - 剣豪将軍 義輝（2016年） - アンサンブル[1]
  - 桃山ビート・トライブ（2017年） - アンサンブル[1]
- 博多座十一月花形歌舞伎「石川五右衛門」（2016年、博多座） - アンサンブル[1]
- 十月花形歌舞伎GOEMON石川五右衛門（2016年、新橋演舞場） - アンサンブル[1]
- 新作歌舞伎「NARUTO -ナルト-」（2018年8月、新橋演舞場） - アンサンブル[1]
- 暁のヨナ（EXシアター六本木）
  - 暁のヨナ～緋色の宿命編～（2018年11月15日 - 25日） - アンサンブル[1]
  - 暁のヨナ～烽火の祈り編～（2019年11月16日 - 23日） - アンサンブル[1]
- うたの☆プリンスさまっ♪
  - JOKER TRAP（2018年4月19日 - 30日、天王洲銀河劇場） - アンサンブル[1]
  - Pirates of the Frontier（2019年4月5日 - 7日、京都劇場） - アンサンブル[1]
- 秦組
  - 秦組vol.9「らん」（2018年、全労済ホール、スペース・ゼロ） - クジラ 役[1]
  - 秦組vol.11「赤い石・月の谷」（2019年、日暮里Ｄ倉庫） - クジラ 役[1]
  - 秦組vol.13&14 方舟（2021年2月6日 - 14日、d-倉庫）[16]
- 南座新開場記念 新作歌舞伎 NARUTO -ナルト-（2019年6月、南座） - アンサンブル[1]
- 魔界転生（2021年4月7日 - 6月2日、刈谷市総合文化センター 他） - アンサンブル

### Vシネマ
- 仮面ライダーシリーズ（東映）
  - 仮面ライダーW RETURNS （2011年）
    - 仮面ライダーアクセル - ギャング 役
    - 仮面ライダーエターナル

  - 仮面ライダージオウ NEXT TIME ゲイツ、マジェスティ（2020年）
- 帰ってきた特命戦隊ゴーバスターズVS動物戦隊ゴーバスターズ（2013年）

### Webドラマ
- SPECサーガ黎明篇「Knockin'on 冷泉's SPEC Door」第2話・4話（2021年2月25日・3月11日、Paravi）
- 仮面ライダーアウトサイダーズ（2023年1月29日、東映特撮ファンクラブ）

### CM
- グリコ ポッキー「はじけてチャレンジ！メンズバイト篇」
- 日清のどん兵衛（社員役）
- グリコ「メンズポッキー」

### ネットムービー
- JAEオリジナル ショートムービー「華麗なる追跡2 〜Dファイル〜」（2015年） - 男A 役

### イベント
- JAE SUPER ENTERTAINMENT LIVE「白鎧亜 HAKU GAIA」（2010年9月11日 - 12日、エプソン 品川アクアスタジアム）
- JAE NAKED LIVE「がんばろう 日本！」（2011年）
- JAE "春"プレミアムイベント ~Jump Up!~（2016年）
- 超特急　BULLET TRAIN ARENA TOUR 2019-2020 Revolución viva（2020年） - アンサンブル[17]